# Stazione meteorologica di Bologna Centro
La stazione meteorologica di Bologna Centro è la stazione meteorologica di riferimento relativa all'area urbana della città di Bologna.

## Coordinate geografiche
La stazione meteo si trova nell'Italia nord-orientale, in Emilia-Romagna, nel comune di Bologna, a 60 metri s.l.m. e alle coordinate geografiche 44°29′N 11°20′E.

## Dati climatologici
In base alla media trentennale di riferimento 1961-1990, la temperatura media del mese più freddo, gennaio, si attesta a +2,4 °C; quella del mese più caldo, luglio, è di +24,8 °C. Rispetto alla stazione meteorologica di Bologna Borgo Panigale, situata fuori città, è evidente l'effetto isola di calore soprattutto sui valori delle temperature minime.
Le precipitazioni medie annue si aggirano sui 650 mm, distribuite mediamente in 78 giorni, con minimi relativi in inverno ed estate e picchi moderati in primavera ed autunno.
| Bologna Centro                     | Mesi  | Mesi  | Mesi  | Mesi  | Mesi  | Mesi  | Mesi  | Mesi  | Mesi  | Mesi  | Mesi  | Mesi  | Stagioni | Stagioni | Stagioni | Stagioni | Anno |
| Bologna Centro                     | Gen   | Feb   | Mar   | Apr   | Mag   | Giu   | Lug   | Ago   | Set   | Ott   | Nov   | Dic   | Inv      | Pri      | Est      | Aut      | Anno |
| ---------------------------------- | ----- | ----- | ----- | ----- | ----- | ----- | ----- | ----- | ----- | ----- | ----- | ----- | -------- | -------- | -------- | -------- | ---- |
| T. max. media (°C)                 | 4,7   | 7,4   | 12,5  | 16,9  | 21,8  | 26,4  | 29,4  | 28,6  | 24,1  | 17,6  | 10,7  | 6,0   | 6,0      | 17,1     | 28,1     | 17,5     | 17,2 |
| T. min. media (°C)                 | 0,2   | 1,8   | 5,6   | 9,4   | 13,7  | 17,6  | 20,2  | 19,8  | 16,5  | 11,5  | 6,1   | 1,8   | 1,3      | 9,6      | 19,2     | 11,4     | 10,4 |
| Precipitazioni (mm)                | 44    | 37    | 52    | 61    | 66    | 48    | 34    | 39    | 56    | 79    | 73    | 54    | 135      | 179      | 121      | 208      | 643  |
| Giorni di pioggia                  | 6     | 5     | 7     | 8     | 8     | 6     | 4     | 5     | 6     | 8     | 8     | 7     | 18       | 23       | 15       | 22       | 78   |
| Eliofania assoluta (ore al giorno) | 2,6   | 3,5   | 4,6   | 5,9   | 7,2   | 8,4   | 9,3   | 8,5   | 6,7   | 4,9   | 2,9   | 2,5   | 2,9      | 5,9      | 8,7      | 4,8      | 5,6  |
| Vento (direzione-m/s)              | W 2,9 | W 2,8 | W 2,9 | S 2,9 | S 2,9 | S 2,8 | E 2,9 | E 2,7 | S 2,7 | W 2,8 | W 2,9 | W 2,9 | 2,9      | 2,9      | 2,8      | 2,8      | 2,8  |